# Янгстаун (Нью-Йорк)
Янгстаун (англ. Youngstown) — селище (англ. village) в США, в окрузі Ніагара штату Нью-Йорк. Населення — 1859 осіб (2020).

## Географія
Янгстаун розташований за координатами 43°14′58″ пн. ш. 79°2′32″ зх. д. / 43.24944° пн. ш. 79.04222° зх. д. (43.249552, -79.042228).  За даними Бюро перепису населення США в 2010 році селище мало площу 3,53 км², з яких 2,84 км² — суходіл та 0,69 км² — водойми.

## Демографія
Згідно з переписом 2010 року, у селищі мешкало 1935 осіб у 801 домогосподарстві у складі 538 родин. Густота населення становила 548 осіб/км².  Було 878 помешкань (249/км²).
Расовий склад населення:
| - 97,5 % — білих - 0,4 % — корінних американців - 0,4 % — чорних або афроамериканців - 0,3 % — азіатів |

До двох чи більше рас належало 1,1 %. Частка іспаномовних становила 1,7 % від усіх жителів.
За віковим діапазоном населення розподілялося таким чином: 21,7 % — особи молодші 18 років, 59,8 % — особи у віці 18—64 років, 18,5 % — особи у віці 65 років та старші. Медіана віку мешканця становила 45,1 року. На 100 осіб жіночої статі у селищі припадало 96,2 чоловіків;  на 100 жінок у віці від 18 років та старших — 94,9 чоловіків також старших 18 років.
Середній дохід на одне домашнє господарство  становив 80 452 долари США (медіана — 56 875), а середній дохід на одну сім'ю — 96 605 доларів (медіана — 70 833). Медіана доходів становила 56 042 долари для чоловіків та 46 000 доларів для жінок. За межею бідності перебувало 8,3 % осіб, у тому числі 8,1 % дітей у віці до 18 років та 13,4 % осіб у віці 65 років та старших.
Цивільне працевлаштоване населення становило 867 осіб. Основні галузі зайнятості: освіта, охорона здоров'я та соціальна допомога — 30,7 %, роздрібна торгівля — 15,1 %, науковці, спеціалісти, менеджери — 10,3 %, виробництво — 10,1 %.